# Somalilandse shilling

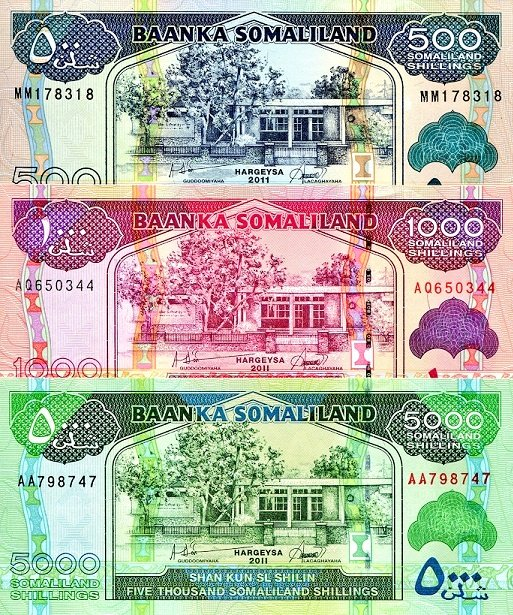
500, 1000, 5000 Somaliland Shillings

De Somalilandse shilling is de munteenheid van Somaliland. Het geld werd in oktober 1994 geïntroduceerd. 
Er zijn biljetten van 5, 10, 20, 50, 100, 200, 500, 1000 en 5000 shillings. Sommige bankbiljetten zien er hetzelfde uit, alleen hebben ze verschillende kleuren. Op de voorkant van een biljet staat de Somalilandse Bank (Baanka Soomaaliland) en een koedoe (antilope), en op de achterkant drie kamelen met een man en een jongen in een landschap met op de achtergrond twee heuvels. 